# Georgia la Jocurile Olimpice de vară din 2016
Georgia a participat la Jocurile Olimpice de vară din 2016 de la Rio de Janeiro în perioada 5 – 21 august 2016, cu o delegație de 40 de sportivi, care a concurat în 12 sporturi. Cu un total de șapte medalii, inclusiv două de aur, Georgia s-a aflat pe locul 38 în clasamentul final.

## Participanți
Delegația georgiană a cuprins 40 de sportivi: 30 de bărbați și 10 femei. Cel mai tânăr atlet din delegația a fost înotătoarea Teona Bostașvili (18 ani), cel mai vechi a fost trăgătoarea de tir Nino Salukvadze (47 de ani).
| Sport        | Masculin | Feminin | Total |
| ------------ | -------- | ------- | ----- |
| Atletism     | 4        | 1       | 5     |
| Caiac canoe  | 1        | 0       | 1     |
| Gimnastică   | 0        | 2       | 2     |
| Haltere      | 3        | 1       | 4     |
| Judo         | 7        | 1       | 8     |
| Lupte        | 11       | 0       | 11    |
| Natație      | 1        | 1       | 2     |
| Scrimă       | 1        | 0       | 1     |
| Tenis        | 1        | 0       | 1     |
| Tir          | 1        | 1       | 2     |
| Tir cu arcul | 0        | 3       | 0     |
| Total        | 30       | 10      | 40    |

## Medalii

### Medaliați
| Medalie | Nume                    | Sport   | Probă                       | Dată      |
| ------- | ----------------------- | ------- | --------------------------- | --------- |
| Aur     | Lașa Talakhadze         | Haltere | +105 kg masculin            | 16 august |
| Aur     | Vladimer Khinchegașvili | Lupte   | 57 kg libere masculin       | 19 august |
| Argint  | Varlam Liparteliani     | Judo    | 90 kg masculin              | 10 august |
| Bronz   | Lașa Șavdatuașvili      | Judo    | 73 kg masculin              | 8 august  |
| Bronz   | Șmagi Bolkvadze         | Lupte   | 66 kg greco-romane masculin | 16 august |
| Bronz   | Irakli Turmanidze       | Haltere | +105 kg masculin            | 16 august |
| Bronz   | Geno Petriașvili        | Lupte   | 125 kg libere masculin      | 20 august |

### Medalii după sport
| Sport   | Aur | Argint | Bronz | Total |
| Lupte   | 1   | 0      | 2     | 3     |
| Haltere | 1   | 0      | 1     | 2     |
| Judo    | 0   | 1      | 1     | 2     |
| Total   | 2   | 1      | 4     | 7     |